# فرانكو موري
فرانكو موري (بالإيطالية: Franco Mori)‏ هو دراج إيطالي، ولد في 14 أغسطس 1944 في Minerbe ‏ في إيطاليا.

## وصلات خارجية
- فرانكو موري على موقع أرشيف الدراجات (الإنجليزية)
- فرانكو موري على موقع إحصائيات الدراجات الإحترافية (الإنجليزية)